# Murrough Boyle (1er vicomte Blesington)
Murragh Boyle, 1er vicomte Blesington (c.1645-1718) est un pair irlandais et membre de la Chambre des lords irlandaise.

## Biographie
Murrough (ou Murragh) Boyle est né à Cork, en Irlande, le seul fils survivant de Michael Boyle, archevêque d'Armagh et de sa seconde épouse Mary O'Brien, fille de Dermod O'Brien, 5e baron Inchiquin. Il s'inscrit au Trinity College de Dublin le 8 août 1662.
Il est député au Parlement d'Irlande pour Kilmallock de 1665 à 1666. Il est créé 1er vicomte Blesington (dans la pairie d'Irlande) et 1er baron Boyle, le 23 août 1673, avec un reliquat spécial aux héritiers mâles de son père. Il est investi en tant que conseiller privé pour l'Irlande en juin 1675. Il occupe le poste de connétable du Château du Roi Jean dans la ville de Limerick entre 1679 et 1692 et le poste de gouverneur de Limerick entre 1679 et 1692. Il reçoit le titre honorifique de docteur en droit (LL. D.) en 1682. Il est nommé commissaire du grand sceau d'Irlande le 17 novembre 1693 et l'un des lords juges d'Irlande en 1696, bien qu'il n'ait occupé cette fonction que pendant quinze jours et n'ait jamais été élu.
Murrough est l'auteur d'une tragédie, intitulée " La princesse perdue ". Baker, un critique dramatique contemporain, qualifie cette production de « vraiment méprisable » et ajoute que « le génie et les capacités de l'écrivain n'attribuaient aucun mérite au nom de Boyle ».
À sa mort à Dublin le 26 avril 1718, il est enterré à la Cathédrale Saint-Patrick de Dublin.
Il se marie deux fois ; D'abord à Mary Parker, fille du Dr John Parker (évêque) (en), archevêque de Dublin et Mary Clarke, et ensuite à Ann Coote, fille de Charles Coote, 2e comte de Mountrath et Alice Meredyth. De sa première épouse, il a une fille Mary et de sa seconde un fils et héritier, Charles et deux filles Alicia et Anne. Alicia épouse Pierce Butler, 4e vicomte Ikerrin et a un fils James qui succède à son père mais est mort jeune. Anne épouse William Stewart, 2e vicomte Mountjoy et est la mère de William Stewart, 1er comte de Blessington.
Son titre passe à son fils Charles Boyle, 2e vicomte Blesington. À la mort de Charles sans héritier mâle, ses biens passent à sa sœur survivante Anne.